# Кварцитне
Кварци́тне — селище у Гладковицькій сільській громаді Коростенського району Житомирської області України. Населення становить 2620 осіб (перепис 2001).

## Історія
Засноване як селище Першотравневе.
26 січня 2024 року, відповідно до Закону України «Про порядок вирішення окремих питань адміністративно-територіального устрою України» від 28 липня 2023 року, віднесене до категорії селищ.
19 вересня 2024 року Верховна Рада підтримала перейменування селища Першотравневе на Кварцитне, на честь місцевої кварцитної промисловості. 26 вересня 2024 року перейменування набуло чинності.

## Населення

### Мова
Розподіл населення за рідною мовою за даними перепису 2001 року:
| Мова            | Кількість | Відсоток |
| --------------- | --------- | -------- |
| українська      | 2418      | 91.01%   |
| російська       | 207       | 7.79%    |
| білоруська      | 27        | 1.02%    |
| польська        | 2         | 0.07%    |
| румунська       | 1         | 0.04%    |
| ромська         | 1         | 0.04%    |
| інші/не вказали | 1         | 0.03%    |
| Усього          | 2657      | 100%     |

## Промисловість
У Кварцитному, за 12 кілометрів від міста Овруч, знаходиться одне з унікальних родовищ в Європі. Овруцьке родовище кварцитів розташоване в крайовій північно-західній частині Українського кристалічного щита в центральній частині Словечансько-Овруцької синклінальної структури. У геолого-структурному плані розташоване у верхах розрізу великої субширотної Словечансько-Овруцької грабен-синкліналі. Родовище прурочене до верхнього горизонту порід верхнього протерозою (PR2tl) Товкачевської світи. Породи верхнього горизонту Товкачевської світи представлені переважно кварцитами, кварцитовидними піщаниками, пірофіліт-кварцевими й пірофілітовими сланцями У геологічній будові Товкачівської ділянки Овруцького родовища беруть участь кварцити Товкачівської світи верхньопротерозойського віку з малопотужними прошарками пірофіліт-кварцових сланців, перекритих четвертинними відкладами. Корисною копалиною на родовищі є кварцити Товкачівської світи верхньопротерозойського віку. Корисна копалина представлена кварцитами блідо-рожевого до малиново-червоного і темно-сірого кольорів зливної або напівзливної структури, масивної текстури, дуже міцними, місцями тріщинуватими. На родовищі спостерігається закономірна залежність якості корисної копалини від кольору: чим світліший кварцит, тим вища якість металургійної сировини (більше високосортний), чим темніший – тим нижче його сортність.
Фізико-механічні показники кварцитів.
| № з/п | Показник                                                                             | Значення показника |
| 1.    | Насипна густина, кг/м3                                                               | 2607-2618          |
| 2.    | Вміст пиловидних і глинистих часток, %                                               | 0,07-0,40          |
| 3.    | Вміст пластинчатих і голчастих зерен, %                                              | 9,3-16,9           |
| 4.    | Вміст зерен слабких порід, %                                                         | відсутні           |
| 5.    | Втрата в масі при стиску в циліндрі, %                                               | 10,6-11,9          |
| 6.    | Марка за дробильністю                                                                | 1400               |
| 7.    | Втрата в масі при випробуванні в поличному барабані, %                               | 16,2-23,5          |
| 8.    | Марка за стираністю                                                                  | Ст-І (С 40)        |
| 9.    | Втрата в масі щебеню при визначенні морозостійкості після 50 циклів заморожування, % | 2,4-3,0            |
| 10.   | Марка щебеню за морозостійкістю                                                      | F-50               |
| 11.   | Втрата в масі після 15 циклів насиченням в розчині сірчанокислого натрію             | 1,1-1,3            |
| 12.   | Марка щебеню за морозостійкістю                                                      | F-300              |
| 13.   | Питома електрична провідність, См/м                                                  | 0,014              |

Площа родовища розташована в східній частині Словечансько-Овруцької височини. Основним орографічним елементом є невелике підняття, розташоване в 2,0 км на захід від селища Кварцитне, звідки рельєф поступово знижується у всіх напрямках, переходячи в заболочені низовини. Абсолютні відмітки поверхні родовища коливаються від 160 до 190 м. Територія родовища являє собою слабо горбкувату рівнину з амплітудами коливання висот від 5 до 10 м. Найбільш великою водною артерією району є ріка Норинь (ліва притока р. Уж), що протікає в 10 км на південь від родовища із заходу на схід. Ширина русла від 3 м до 22 м, глибина від 0,15 м до 3 м. Клімат району помірковано континентальний. Літо тепле й вологе, максимальна температура повітря +35°С. Середньорічна кількість опадів становить 580-600 мм. Взимку мінімальна температура повітря досягає до мінус 25°С. Глибина промерзання ґрунту від 0,8 м до 1 м, висота сніжного покриву від 0,1 до 0,25 м. Узимку переважають вітри східного й північно-східного напрямку, а влітку західного й північно-західного. У сейсмічному відношенні територія району стійка.
У 1936 році тут було створено підприємство з видобутку, переробки і збагачення дивного природного мінералу — кварциту. Сьогодні це — ТОВ «Овруч Стоун» — основний постачальник кварцитової продукції та щебеню для вогнетривкої, феросплавної, металургійної та будівельної промисловості в Україні, країнах СНД і Східній Європі.
У селищі діє Приватне акціонерне товариство «Товкачівський гірничо-збагачувальний комбінат». Підприємство засноване у 1941 році як Товкачівський щебеневий заводу Білоруської залізниці, який у 1994 році був реорганізований у ПрАТ «Товкачівський гірничо-збагачувальний комбінат». Промислова експлуатація Овруцького родовища кварцитів розпочалася з відкриттям кар'єру напередодні Другої світової війни. Після війни кар'єр було відновлено, і після реконструкції його загальна виробнича потужність становила понад 150 тис.м³ сировини. Обсяги видобутку щебеню постійно зростали до середини 1970-х. У перші роки незалежності України Товкачівський завод опинився на межі фінансового краху, але зі зміною форми власності та приходом нового керівництва ситуація стабілізувалася. Наразі завод має статус промислового підприємства чорної металургії та спеціалізується на видобутку сировини для виробничих потреб вітчизняних металургійних комбінатів.

## Відомі люди

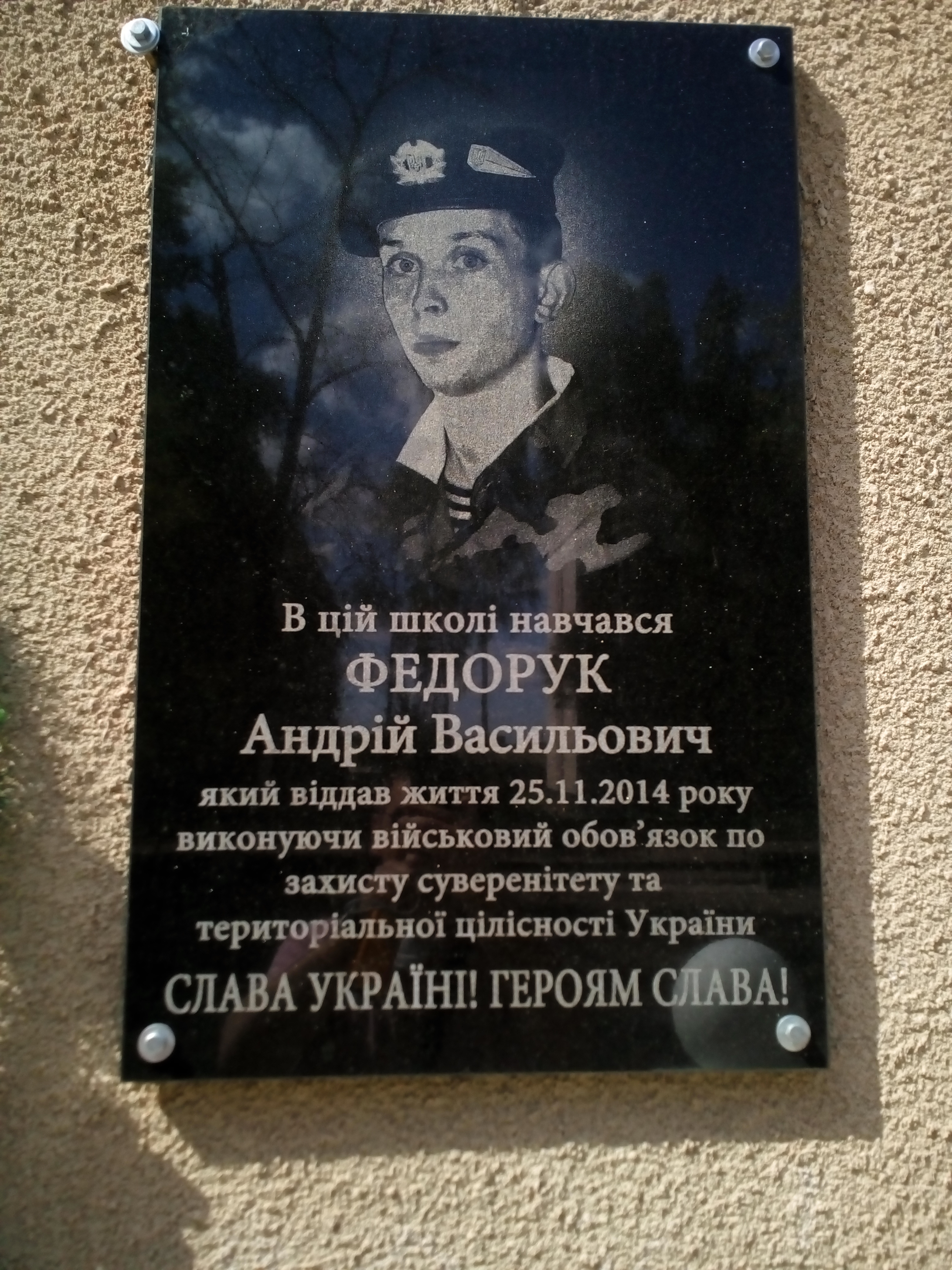
Меморіальна таблиця Андрію Федоруку

Федорук Андрій Васильович — український воїн. Помер від важкого поранення, отриманого під час бойових дій в Луганській області у ході Російсько-української війни (з 2014)